# Charlaine Harris
Pour les articles homonymes, voir Harris.
Œuvres principales
- Série La Communauté du Sud
- Série Les Mystères de Harper Connelly
- Série Aurora Teagarden
- Série Lily Bard

Charlaine Harris, née le 25 novembre 1951 à Tunica dans l'État du Mississippi aux États-Unis, est une romancière américaine. Elle écrit des romans policiers et des romans d'amour paranormaux. Le premier tome de sa série La Communauté du Sud a fait l'objet d'une adaptation en série télévisée en 2008 sous le titre de True Blood.

## Biographie
Professionnellement, Charlaine Harris est membre de la Mystery Writers of America, de l’American Crime Writers League et membre du conseil des Sisters in Crime. Elle est présidente en alternance avec Joan Hess de l'Arkansas Mystery Writers Alliance.
Par ailleurs, elle est mariée et mère de trois enfants. C'est une lectrice avide et cinéphile avertie. Elle habite à Magnolia dans l'Arkansas, où elle est membre de l'église épiscopale St. James.
En 2012, elle annonce que le treizième roman de la série La Communauté du Sud serait le dernier.
En 2021, elle est désignée Grand Master Award par l'association Mystery Writers of America.

## Œuvres

### SérieAurora Teagarden
1. Le Club des amateurs de meurtres, J'ai lu, 2013 ((en) Real Murders, 1990)
2. Un crime en héritage, J'ai lu, 2013 ((en) A Bone to Pick, 1992)
3. À vendre : trois chambres, un cadavre, J'ai lu, 2013 ((en) Three Bedrooms, One Corpse, 1994)
4. La Maison des Julius, J'ai lu, 2014 ((en) The Julius House, 1995)
5. La Mort en talons aiguilles, J'ai lu, 2014 ((en) Dead Over Heels, 1996)

- (en) Deeply Dead, 1998Nouvelle inédite en France publiée dans Murder, They Wrote

1. Crime et Baby-sitting, J'ai lu, 2014 ((en) A Fool and His Honey, 1999)
2. (en) Last Scene Alive, 2002
3. (en) Poppy Done to Death, 2003
4. (en) All the Little Liars, 2016
5. (en) Sleep Like a Baby, 2017

### SérieLily Bard
1. Meurtre à Shakespeare, J'ai lu, 2012 ((en) Shakespeare's Landlord, 1996)
2. Fin d'un champion, J'ai lu, 2012 ((en) Shakespeare's Champion, 1997)
3. Sombre Célébration, J'ai lu, 2012 ((en) Shakespeare's Christmas, 1998)
4. Libertinage fatal, J'ai lu, 2013 ((en) Shakespeare's Trollop, 2000)
5. Vengeance déloyale, J'ai lu, 2013 ((en) Shakespeare's Counselor, 2001)

- (en) Dead Giveaway, 2001Nouvelle inédite en France publiée dans Ellery Queen's Mystery Magazine

### SérieLa Communauté du Sud
1. Quand le danger rôde, J'ai lu, coll. « Amour et Mystère », 2005 ((en) Dead Until Dark, 2001)
2. Disparition à Dallas, J'ai lu, coll. « Amour et Mystère », 2005 ((en) Living Dead in Dallas, 2002)
3. Mortel corps à corps, J'ai lu, coll. « Mondes Mystérieux », 2005 ((en) Club Dead, 2003)

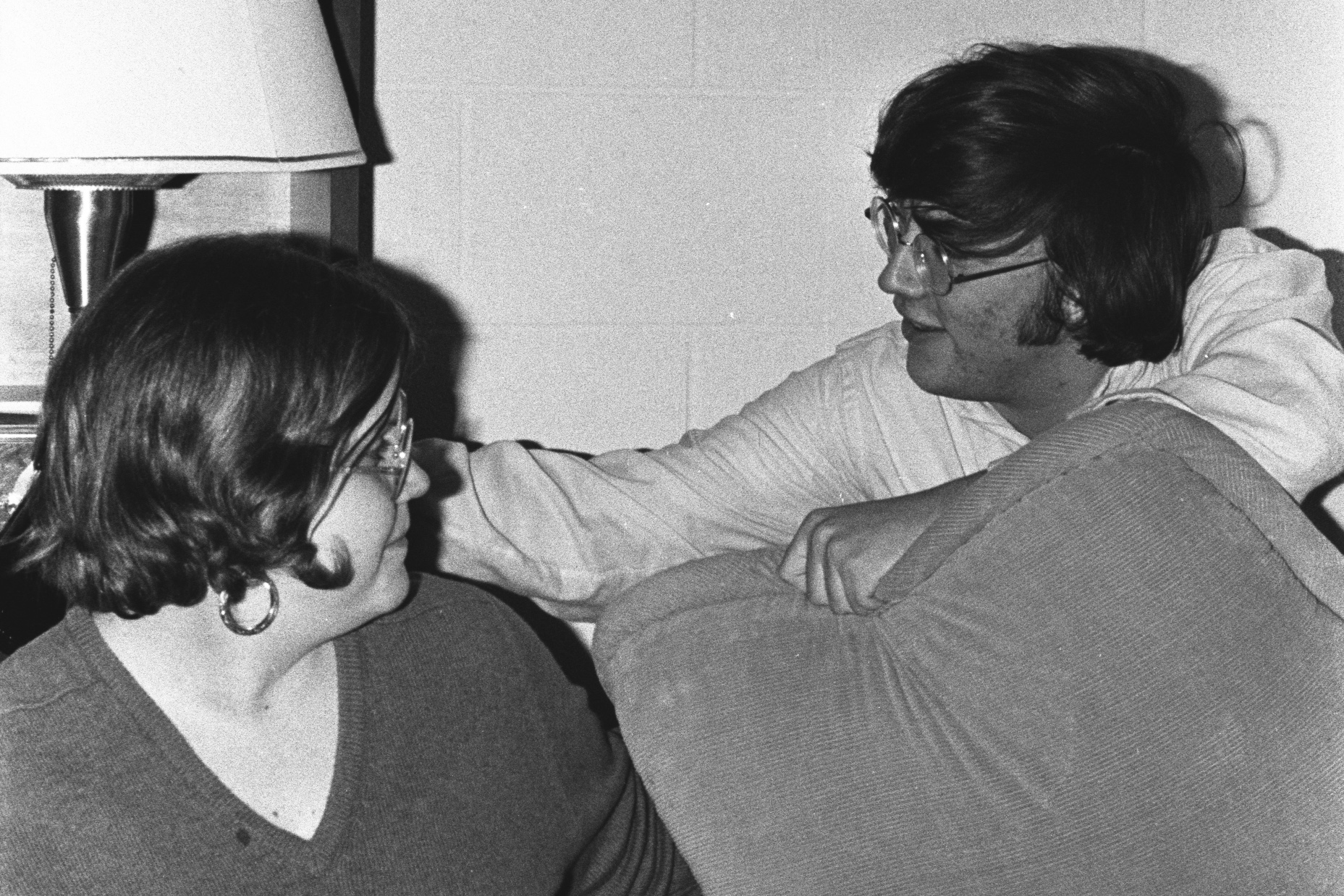
Charlaine Harris en 1971

- Poussière de faé, J'ai lu, 2011 ((en) Fairy Dust, 2004)Nouvelle incluse dans le volume Interlude mortel (A Touch of Dead)

1. Les Sorcières de Shreveport, J'ai lu, coll. « Mondes Mystérieux », 2006 ((en) Dead to the World, 2004)

- (en) Dancers in the Dark, 2004Nouvelle inédite en France
- L'Anniversaire de Dracula, J'ai lu, 2011 ((en) Dracula Night, 2007)La nouvelle est incluse dans le volume Interlude mortel (A Touch of Dead)

1. La Morsure de la panthère, J'ai lu, coll. « Mondes Mystérieux », 2006 ((en) Dead as a Doornail, 2005)

- En un mot, J'ai lu, 2011 ((en) One Word Answer, 2005)La nouvelle est incluse dans le volume Interlude mortel (A Touch of Dead)

1. La Reine des vampires, J'ai lu, coll. « Mondes Mystérieux », 2007 ((en) Definitely Dead, 2006)

- (en) Tacky, 2006nouvelle non traduite incluse dans My Big Fat Supernatural Wedding
- Bacon, Milady, 2011 ((en) Bacon, 2009)Nouvelle incluse dans l'anthologie Philtres et Poisons

1. La Conspiration, J'ai lu, coll. « Mondes Mystérieux », 2008 ((en) All Together Dead, 2007)
  - Dahlia Underground in Crimes au Clair de Lune, Michel Lafon, 2011 (Dahlia Undergroung in Crimes by Moonlight, 2010)  (ISBN 978-2-7499-1358-2)
  - Défaut d'assurances, J'ai lu, 2011 ((en) Lucky, 2008)Nouvelle incluse dans le volume Interlude mortel (A Touch of Dead)
2. Pire que la mort, J'ai lu, coll. « Semi-poche », 2009 ((en) From Dead to Worse, 2008)

- Le Noël de Sookie, J'ai lu, 2011 ((en) Gift Wrap, 2008)Nouvelle incluse dans le volume Interlude mortel (A Touch of Dead)

1. Bel et bien mort, J'ai lu, 2010 ((en) Dead And Gone, 2009)

- (en) The Britlingens Go to Hell, 2009Nouvelle incluse dans Must Love Hellhounds
- (en) Two Blondes, 2010Nouvelle incluse dans Death's Excellent Vacation

1. Une mort certaine, J'ai lu, 2010 ((en) Dead in the Family, 2010)

- Mariage Mortel, J'ai lu, 2012 ((en) Small-Town Wedding, 2011)Nouvelle initialement incluse dans The Sookie Stackhouse Companion
- (en) A Very Vampire Christmas, 2010Nouvelle incluse dans Glamour Magazine

1. Mort de peur, J'ai lu, 2012 ((en) Dead Reckonning, 2011)

- (en) Death by Dahlia, 2011Nouvelle incluse dans Down These Strange Streets
- (en) If I Had a Hammer, 2011Nouvelle incluse dans Home Improvement: Undead Edition

1. Mort sans retour, J'ai lu, 2013 ((en) Deadlocked, 2013)

- (en) Playing Possum, 2012Nouvelle incluse dans An Apple for the Creature

1. La Dernière Mort, J'ai lu, 2014 ((en) Dead Ever After, 2013)

- H.S : La Communauté du Sud - Que sont-ils devenus ?, J'ai lu, 2014 ((en) After Dead: What Came Next in the World of Sookie Stackhouse, 2013)
- H.S : Interlude mortel, J'ai lu, 2011 ((en) A Touch of Dead, 2009)Reprend les nouvelles Poussière de faé, L'Anniversaire de Dracula, En un mot, Défaut d'assurances et Le Noël de Sookie
- H.S : (en) Dead But Not Forgotten: Stories from the World of Sookie Stackhouse, 2014

### SérieLes Mystères de Harper Connelly
1. Murmures d'outre-tombe, J'ai lu, coll. Darklight, 2011 ((en) Grave Sight, 2005)
2. Pièges d'outre-tombe, J'ai lu, coll. Darklight, 2011 ((en) Grave Surprise, 2006)
3. Frissons d'outre-tombe, J'ai lu, coll. Darklight, 2011 ((en) An Ice Cold Grave, 2007)
4. Secrets d'outre-tombe, J'ai lu, coll. Darklight, 2011 ((en) Grave Secret, 2009)

### SérieFille du cimetière
Cette série est coécrite avec Christopher Golden.
1. Les Imposteurs, J'ai lu, 2014 ((en) The Pretender, 2014)
2. (en) Inheritance, 2015

### SérieMidnight, Texas
1. Simples mortels, passez votre chemin !, J'ai lu, 2015 ((en) Midnight Crossroad, 2014)
2. Les esprits se déchaînent, J'ai lu, 2015 ((en) Day Shift, 2015)
3. Nuits blanches à Midnight, J'ai lu, 2016 ((en) Night Shift, 2016)

### SérieGunnie Rose
1. (en) An Easy Death, 2018
2. (en) A Longer Fall, 2020
3. (en) The Russian Cage, 2021
4. (en) The Serpent in Heaven, 2022
5. (en) All the Dead Shall Weep, 2023
6. (en) The Last Wizards’ Ball, 2025

### Romans indépendants
- Si douce sera la mort, J'ai lu, 2012 ((en) Sweet and Deadly, 1981)Publié au Royaume-Uni sous le titre Dead Dog
- (en) A Secret Rage, 1984
- (en) Blood Lit, 2008
- (en) Delta Blues, 2010
- (en) Indigo, 2017Écrit avec Kelley Armstrong, Christopher Golden, Tim Lebbon, Jonathan Maberry, Seanan McGuire, James A. Moore (en), Mark Morris, Cherie Priest et Kat Richardson (en).

### Comme éditrice
- Crimes au clair de lune, Michel Lafon, 2011 ((en) Crimes by Moonlight, 2010)

## Distinctions

### Prix
- Prix Anthony 2002 du meilleur livre de poche original pour Dead Until Dark (Quand le danger rôde)[3]
- Prix Anthony 2012 du meilleur ouvrage non-fictionnel pour The Sookie Stackhouse Companion[3]
- Prix Macavity 2012 du meilleur ouvrage non-fictionnel pour The Sookie Stackhouse Companion[4]
- Grand Master Award 2021[2]

### Nominations
- Prix Agatha 1990 du meilleur roman pour Real Murders[5]
- Prix Agatha 2001 du meilleur roman pour Dead Until Dark
- Sapphire Award 2002 (meilleur roman d'amour de science-fiction) pour Disparition à Dallas
- Prix Dilys 2002 pour Dead Until Dark (Quand le danger rôde)[6]
- Prix Agatha 2012 du meilleur ouvrage non-fictionnel pour The Sookie Stackhouse Companion[5]